# Барановка (приток Немана)
Бара́новка (бел. Баранаўка) — река в Копыльском районе Минской области Белоруссии. Левый приток Немана. Длина реки — 7 км. Начинается около деревни Луговая, впадает в Неман на севере от деревни Песочное. На всём протяжении канализирована. В верховье принимает сток с мелиоративных каналов.